# Hessischer Film- und Kinopreis

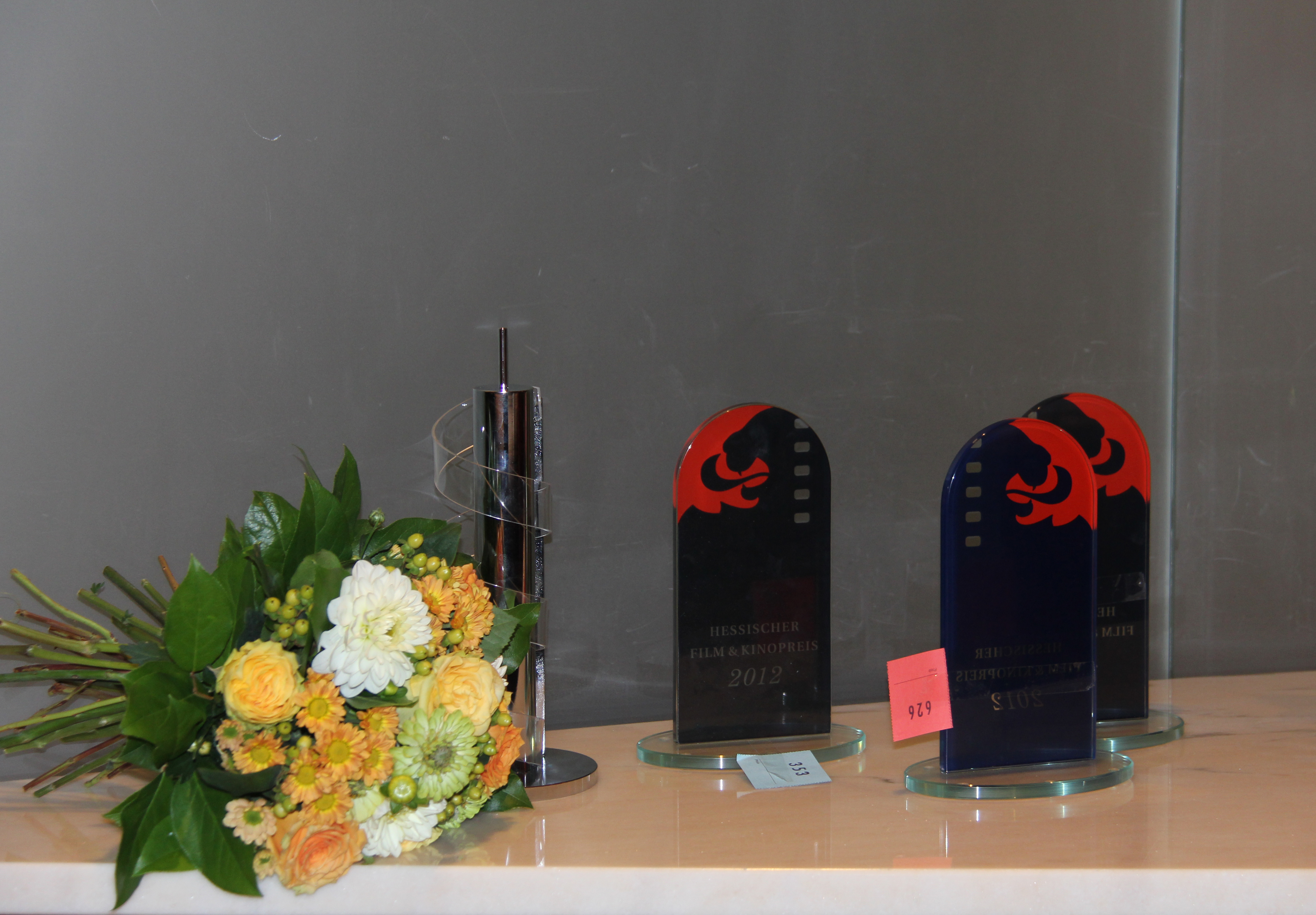
Ausgestellte Trophäen beim Hessischen Film- und Kinopreis (2012)

Die Hessischen Film- und Kinopreise werden mit Ausnahme des Hessischen Kinopreises, der seit 1989 vergeben wird, seit 1990 jährlich vom Land Hessen als Förderpreise und Auszeichnungen für Filmemacher und Kinobetreiber verliehen. Die Vergabe erfolgt durch das Hessische Ministerium für Wissenschaft und Kunst in Zusammenarbeit mit der Hessischen Filmförderung. Die Preise sind derzeit mit insgesamt 185.000 Euro dotiert. Es gibt folgende Preiskategorien:
- Hessischer Filmpreis (für Spielfilm, Dokumentarfilm und Kurzfilm): insgesamt 75.000 Euro
- Hessischer Drehbuchpreis: 7.500 Euro
- Hessischer Hochschulfilmpreis: 7.500 Euro
- Hessischer Kinopreis: 75.000 Euro
- Hessischer Filmkunstpreis: 20.000 Euro

Der Intendant des Hessischen Rundfunks vergibt seit 2003 jährlich den undotierten Hessischen Fernsehpreis für herausragende schauspielerische Leistungen in den Kategorien Bester Darsteller und Beste Darstellerin.
Seit 2003 findet die Preisverleihung in Kooperation mit der Internationalen Buchmesse Frankfurt und in Medienpartnerschaft mit dem Hessischen Rundfunk statt.

## Ehrenpreis
Seit 2003 vergibt der Hessische Ministerpräsident einen undotierten Ehrenpreis für besondere Leistungen im Film- und Fernsehbereich. Bisherige Preisträger sind:
- 2003 Rosemarie Fendel
- 2004 Margarethe von Trotta
- 2005 Hanna Schygulla
- 2006 Vera Tschechowa
- 2007 Günter Lamprecht
- 2008 Monica Bleibtreu
- 2009 Suzanne von Borsody
- 2010 Gudrun Landgrebe
- 2011 Heiner Lauterbach
- 2012 Hannelore Elsner
- 2013 Hannelore Hoger
- 2014 Iris Berben
- 2015 Michael Gwisdek
- 2016 Klaus Maria Brandauer
- 2017 Ulrich Tukur
- 2018 Matthias Brandt[2]
- 2019 Deutsches Filminstitut und Filmmuseum (DFF)[3]
- 2020 Uwe Kockisch[4]
- 2021 Volker Schlöndorff[5]
- 2022 (keine Vergabe)
- 2023: Alexandra Maria Lara[6]
- 2024: Barbara Sukowa[7]

Die Frankfurter Buchmesse verleiht seit 2004 den Internationalen Literaturfilmpreis für die beste internationale Literaturverfilmung, um die enge Verbindung von Buch- und Filmbranche zu verdeutlichen.